# 辻永順太
辻永 順太 （つじなが じゅんた、1966年4月5日 - ）は、日本の実業家。オムロン株式会社代表取締役社長 CEO。

## 人物・経歴
奈良県出身。1985年奈良県立北大和高校卒業、1989年京都産業大学理学部卒業、立石電機（現オムロン）入社。2016年オムロンインダストリアルオートメーションビジネスカンパニー 商品事業本部長。2017年オムロン執行役員。2019年オムロン執行役員常務。2021年オムロンインダストリアルオートメーションビジネスカンパニー社長。2023年オムロン代表取締役執行役員社長 CEO。